# Conus chytreus
Conus chytreus é uma espécie de gastrópode do gênero Conus, pertencente a família Conidae.

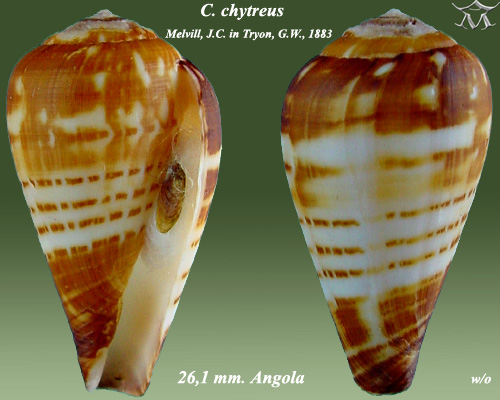
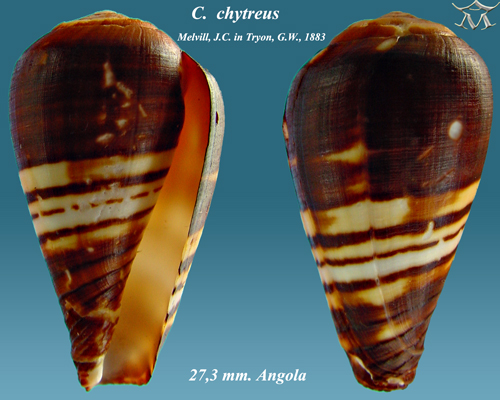
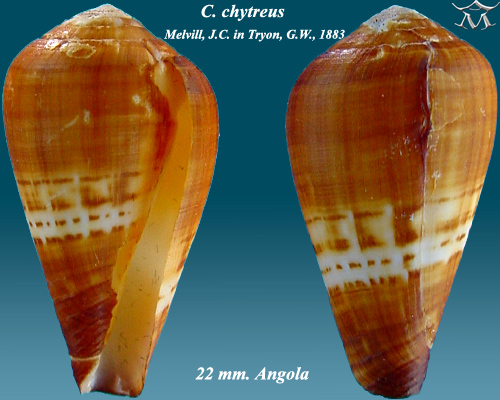